# Угорська революція (1848—1849)
Угорська революція — демократична революція в Угорському королівстві, що входила до складу Австрійської імперії, одна з європейських революцій 1848—1849 років. Головними гаслами угорської революції були децентралізація Австрійської імперії, демократизація і мадяризація. Рушійною силою революції стало ліберальне середнє дворянство та міська інтелігенція. В ході революції було проведено докорінні перетворення соціально-політичного устрою Угорському королівстві, проголошено незалежність від Габсбургів і створено демократичну державу. Попри проведені заходи, у 1849 році цей путч було врегульовано завдяки діям (на прохання австрійського двору) експедиційного корпусу Івана Паскевича, австрійської армії, антиугорським повстанням національних меншин.

## Революція в Угорщині

### Соціально-політичне становище Угорщини
До середини XIX століття система абсолютизму, яку було встановлено ще в період Наполеонівських війн в Угорському королівстві, перестала відповідати вимогам часу та інтересам основних соціальних груп країни. Уряд Австрійської імперії не бажав йти на жодні реформи в адміністративній чи політичній сферах, консервуючи застарілі бюрократичну систему та феодальні порядки. Громадське життя Угорщини перебувало під цілковитим контролем з боку Відня, цензура та поліцейські переслідування опозиції стали нормою. Угорське королівство було практично позбавлене самостійності в рамках Австрійської імперії, тривалий час Державні збори Угорського королівства взагалі не скликались, державною мовою залишалась латина. Угорці не мали можливості вчиняти вплив на політику всередині своєї країни й були змушені задовольнятись лише обмеженими формами місцевого самоврядування на рівні комітатів. Митно-тарифна система імперії була встановлена в інтересах австрійської промисловості та перетворювала Угорське королівство на постачальника сировини для підприємств Австрії та Чехії, що бурхливо розвивались. Селянське питання також не було вирішене: у країні зберігалась панщина, судова влада поміщика та феодальні повинності селян. Низка застарілих звичаїв, на кшталт авітіциту (невідчужуваність дворянської земельної власності), а також вкрай жебрацький стан селянства та феодальні відносини перешкоджали розвиткові сільського господарства, що лишалось основою економіки країни.

### Національні рухи напередодні революції

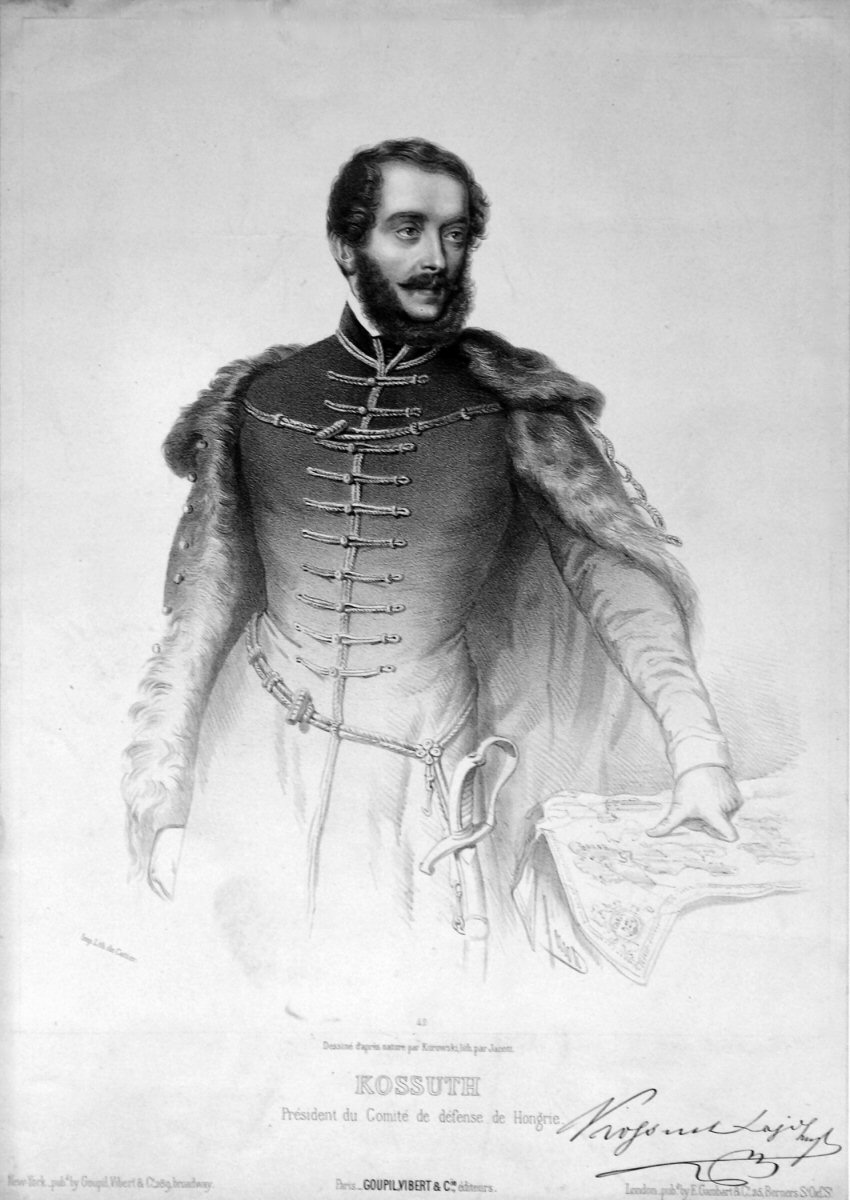
Лайош Кошут

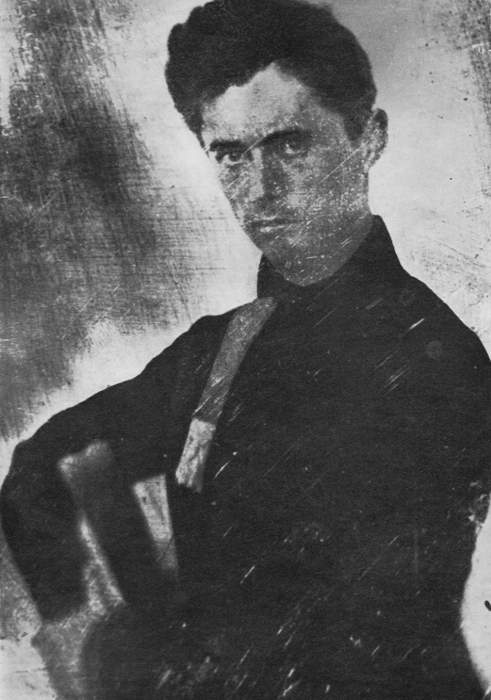
Шандор Петефі

Разом з тим у 1830-х роках почався бурхливий підйом національного руху. Іштван Сечені виступив з ідеєю широкого оновлення країни (передовсім сфери економіки) та демонтажу феодальної системи. Виступи Сечені набули великого громадського резонансу та спонукали багатьох угорських дворян зайнятись політичною діяльністю. Міклош Вешшелені пішов ще далі й висунув ідею ліквідації абсолютизму і створення в Угорщині конституційної монархії. Ліберальні ідеї швидко розповсюджувались серед дворянства, особливо середнього, та інтелігенції. До кінця 1830-х років склалось декілька течій національного руху: «нові консерватори» (Аурел Дежевфі, Дьйордь Аппоні, Шама Йошик та Іштван Сечені) виступали за певні демократичні реформи за посилення централізації та збереження господарювання аристократії; ліберали (Лайош Баттяні, Ференц Деак, Лайош Кошут та, частково, Йозеф Етвеш) вимагали повної ліквідації феодальних пережитків, введення демократичних свобод, розширення автономії Угорщини й перетворення країни на парламентську монархію. Пізніше виник радикальніший рух студентства і частини інтелігенції, що концентрувався навколо групи «Молода Угорщина» (Шандор Петефі, Пал Вашварі та Міхай Танчич) й виступав з позицій республіканізму і необхідності збройного повстання.
Особливістю угорського ліберального руху став той факт, що носієм ідей демократичних перетворень та рушійною силою революції було дворянство. Це пояснювалось слабким розвитком міст в Угорщині, слабкістю буржуазії та роллю дворянства, що історично виступало захисником прав і свобод угорської нації проти іноземного володарювання. Іншою істотною рисою руху була неуважність до національного питання: ліберали вважали, що демократичні перетворення і затвердження пріоритету особистої свободи зроблять непотрібними корпоративні права національних меншин, які вони вважали пережитком феодальної системи. Це переконання в умовах Угорського королівства, в якому представники титульної нації становили лише 38 % населення, загрожувало сплеском національних конфліктів. Паралельно з розвитком угорського руху, росло самоусвідомлення інших народів країни — хорватів, сербів, словаків, румунів та русинів, що часто суперечило інтересам угорців.

### Спроби реформ та їх провал
На державних зборах 1839—1840 років лібералам вдалось домогтись амністії для політичних в'язнів, розширення сфери застосування угорської мови в адміністрації та затвердження можливості звільнення селян від панщини за викуп. У 1840-х роках по всій країні виникла ціла мережа товариств соціального захисту, взаємодопомоги, підтримки вітчизняної промисловості. Особливої популярності набула газета «Пешті хірлап», що видавалась Л. Кошутом і розповсюджувала ідеї негайного звільнення селян та введення загального оподаткування. 1844 року віденський уряд передав важелі управління новим консерваторам: Д. Аппоні був призначений віцеканцлером Угорського королівства, а Ш.Йошик — Трансільванії. Одночасно було посилено централізацію, розширено повноваження адміністраторів та феішпанів — представників центральної влади в комітатах. Нові державні збори відкрились 1847 року, однак, зайшли у глухий кут з причини протиріччя між лібералами та консерваторами й не змогли ухвалити рішення про реформи.

## Початок революції
1 березня 1848 року до Пожоні, де засідали угорські національні збори, прийшла звістка про революцію в Парижі. 3 березня на зборах з палкою промовою виступив Кошут, який вимагав негайного здійснення ліберальної програми реформ, введення конституції та формування підзвітного парламентові уряду. Незабаром революція спалахнула у Відні, Меттерніха було позбавлено повноважень, а імператор Фердинанд I пообіцяв австрійцям конституцію та громадянські свободи. 15 березня делегація угорського парламенту вирушила до Відня для передачі петиції, ухваленої на основі програми Кошута. Того ж дня почалось повстання в Пешті: під впливом опублікованих «Дванадцяти пунктів» Йожефа Іріні і «Національної пісні» Шандора Петефі студенти та міська інтелігенція оточили адміністративні заклади міста, визволили з в'язниці М. Танчича та скинули муніципальну владу. Вимогами повстанців у Пешті стали введення свободи друку, проголошення рівності громадянських прав, створення відповідального уряду, щорічне скликання парламенту, введення загального оподаткування й суду присяжних, звільнення селян та унія з Трансільванією. Повстання швидко розповсюдилось всією країною. 18 березня король Фердинанд V пішов на поступки і призначив Лайоша Баттяні прем'єр-міністром Угорського королівства. До складу уряду увійшли такі відомі діячі ліберального руху, як Ф. Деак, І. Сечені, Й. Етвеш та Л. Кошут. Влада у країні перейшла до реформаторів.

## Березневі реформи та національні повстання

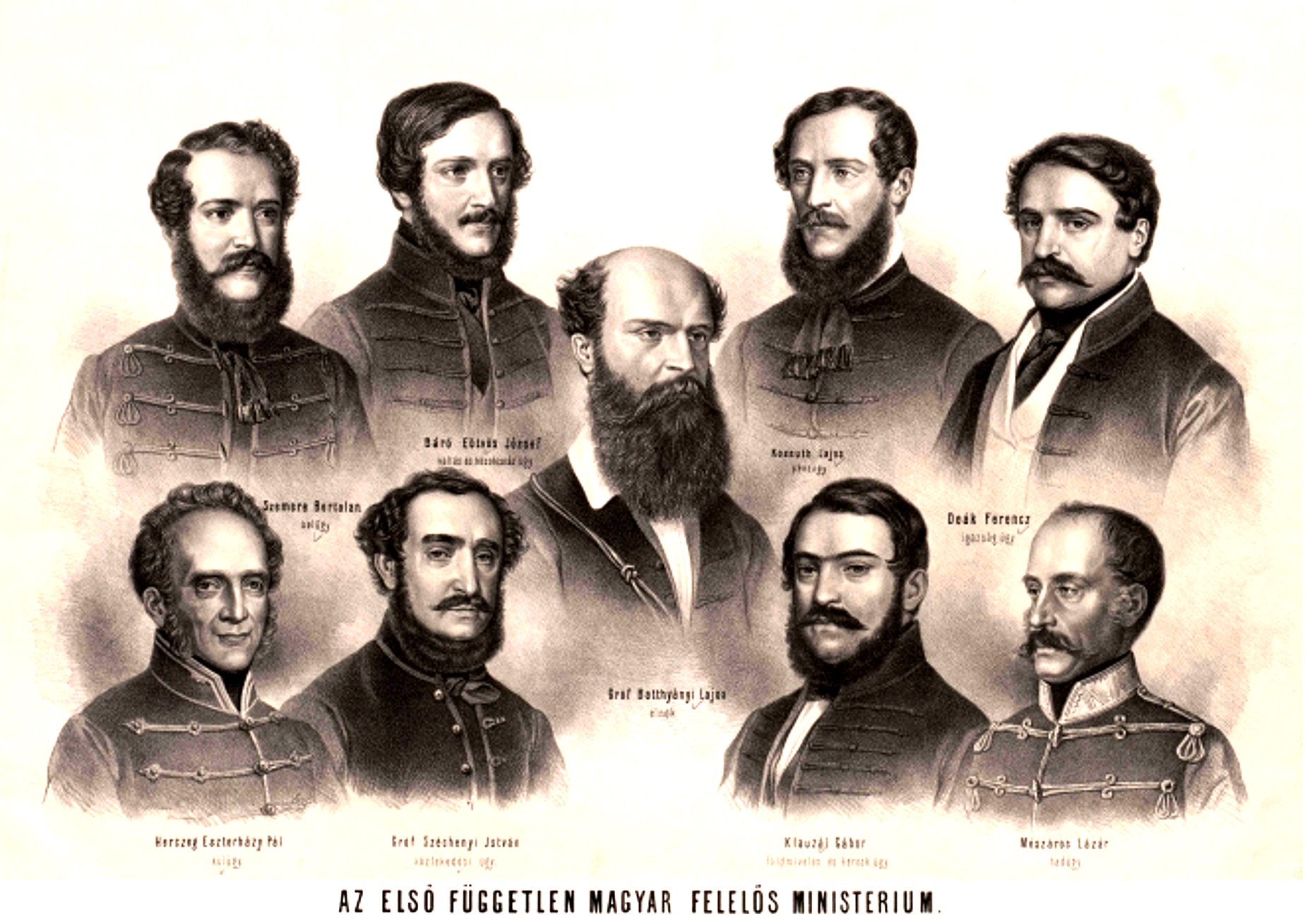
Члени революційного уряду Лайоша Баттяні

18 березня 1848 року Державні збори Угорщини затвердили цілий комплекс реформ. Було прийнято закон про урбаріальні повинності, що ліквідував панщину, суд поміщиків, церковну десятину та інші феодальні пережитки. Панщина скасовувалась, а земля передавалась у власність селянам, причому викупні платежі поміщикам мали виплачуватись державою. Проведення цієї реформи вело до ліквідації феодалізму в аграрних відносинах та відкривало шлях до переходу угорського сільського господарства на капіталістичні рейки. Було також прийнято закон про введення загального оподаткування та позбавлення дворянства і священнослужителів податкових привілеїв. Вводилася свобода друку, недоторканність особистості та власності, рівноправ'я християнських конфесій, відповідальність уряду перед парламентом, було розширено виборче право (до 7—9 % населення), а державні збори віднині мали скликатись щороку. Було проголошено анексію Трансильванії (у вигляді унії з Угорщиною).
11 квітня Фердинанд V затвердив реформи угорської революції. Країна перетворилась на конституційну монархію. Фердинанд V зберіг за собою право оголошення війни та укладання миру, а також призначення найвищих посадових осіб Угорського королівства, але фактична влада перейшла до рук національного уряду, підзвітного парламенту. Однак імператор не пішов на поступки угорцям у питаннях міжнародних відносин, фінансової політики та, головне, збройних сил. А в реформах державних зборів і декретах уряду не знайшло свого відображення національне питання.
Тим часом в етнічних регіонах Угорського королівства і Трансильванії також почались революції, які швидко набули національного забарвлення. У Хорватії баном став Йосип Єлачич, який розгорнув програму відновлення Триєдиного королівства і, за підтримки імператора, створив власну армію і вимагав незалежності від Угорського королівства (докладніше див.: Революція 1848 року у Хорватії). У Воєводині сербський національний рух вилився у проголошення автономії й сутички з угорцями (докладніше див.: Революція 1848 року у Воєводині). Словаки та румуни також виступили з вимогами національної автономії, а рішення про унію з Угорщиною викликало у Трансильванії криваві міжетнічні конфлікти (докладніше див.: Революція 1848 року у Трансильванії).

## Розвиток революції влітку 1848 року та вереснева криза

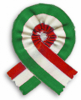
Угорська кокарда

На основі створеної в перші дні революції національної гвардії угорський уряд почав створювати власну армію. Це викликало конфлікт з Віднем, який вимагав відправлення угорських солдатів для придушення революції в Італії. Баттяні погодився на відправлення частини угорських армійських контингентів на італійський фронт за умови, що король вгамує Єлачича і сербів та візьме зобов'язання не використовувати угорських солдатів для придушення свобод італійського народу.
5 червня у Пешті відкрився новий парламент Угорського королівства, обраний на підставі березневого виборчого закону. Переважну більшість його депутатів склали ліберали, причому 3/4 всіх членів парламенту були дворянами. Угорський уряд примусово вилучив у населення угорські й австрійські гроші, видавши на заміну «кошутки». Більшість втратили багаторічні заощадження, натомість революціонери отримали кошти для купівлі зброї за кордоном. Під впливом Лайоша Кошута державні збори ухвалили рішення про введення додаткових податків і створення 200-тисячної армії. Це рішення було дуже своєчасним, оскільки після перемоги імператорських військ над італійськими повстанцями 25 липня у битві при Кустоці, становище двору значно укріпилось і монархія перейшла до наступу. 31 серпня король випустив прокламацію, у якій угорці звинувачувались в порушенні Прагматичної санкції, і оголошувалось про незаконність рішень, ухвалених урядом та парламентом Угорщини в березні—квітні 1848 року.
Королівська прокламація викликала серйозну кризу в ліберальному русі. Прихильники збереження лояльності монарху відійшли від революції: Деак та Етвеш залишили уряд, Сечені було госпіталізовано з душевним розладом, сам Баттяні подав у відставку (незабаром, однак, його було перепризначено). 31 серпня Єлачич зайняв Фіуме, а 11 вересня на чолі хорватських військ здійснив вторгнення на територію Угорщини. Фердинанд V без санкції угорського уряду призначив консерватора Ференца Ламберта командувачем угорської армії.
Прокламація не спам'ятала угорські державні збори. 16 вересня для керівництва країною під час війни було створено Комітет оборони на чолі з Кошутом. За ініціативою останнього було звинувачено у державній зраді Ламберта, а 28 вересня його було схоплено студентами Пешта і повішено. Наступного дня у битві при Пагозді за 40 км від Буди хорватські війська Єлачича були зупинені угорською армією і розбиті. Вересневу кризу було подолано ціною перетворення революції на війну за незалежність.

## Війна за незалежність
3 жовтня Фердинанд V видав указ про розпуск державних зборів і призначення Єлачича головнокомандувачем збройних сил в Угорщині. Країну було оголошено повсталою, а учасників революції державними злочинцями. За день до цього Баттяні остаточно пішов з посту прем'єр-міністра. 8 жовтня угорський парламент надав Комітету оборони всю повноту виконавчої влади у країні. В той самий час у Відні спалахнуло нове повстання, Фердинанд утік зі столиці, а імператорські війська оточили місто. Повстанці звернулись за допомогою до Угорщини. Після тривалих вагань та під особистим натиском Кошута угорська армія перетнула кордон та висунулась до Відня. Проте 30 жовтня у битві під Швехатом угорців було розбито військами Альфреда Віндішгреца, а наступного дня Відень було взято штурмом. Війна з Австрією стала неминучою. 2 грудня імператор Фердинанд зрікся від престолу, на який зійшов його племінник Франц-Йосиф I, не пов'язаний конституційними обіцянками свого попередника.
Головнокомандувачем угорської революційної армії Кошут призначає Артура Гергея, талановитого полководця, що користувався великим авторитетом серед солдатів. Він прискореними темпами почав навчання військ і підготовку до бойових дій. Одночасно Комітет оборони зайнявся вербуванням рекрутів та організацією військової промисловості. До весни 1849 року угорська армія досягла чисельності 170 тисяч осіб.
У грудні 1848 року успішні дії революційної армії на чолі з польським іммігрантом Юзефом Бемом привели до звільнення Трансильванії від австрійських військ та взяття Коложвара. Однак із заходу почався наступ основної імператорської армії Віндішгреца, якій до кінця року вдалось наблизитись до Буди. 1 січня 1849 року парламент і Комітет оборони Угорщини евакуювались із Пешта до Дебрецена. Там робота революційних органів влади поновилась. Кошут з новими силами взявся за організацію оборони країни та забезпечив перебазування військової промисловості до східних регіонів Угорщини. Тим часом Гергей відволік війська Віндішгреца, відвівши свою армію на північ. Його маневри у Словаччині стали зразками стратегічного мистецтва, що забезпечили збереження угорських збройних сил без вступу у генеральні битви та втрати життєво важливих регіонів країни. Одночасно армія Бема знову вигнала з Трансильванії австрійські та російські загони, що вдерлись туди.
У лютому 1849 року посилились суперечності між Кошутом та Гергеєм. Останній видав прокламацію, у якій заявив про свою лояльність королю та прихильність до березневих реформ угорського уряду, які було санкціоновано Фердинандом V. Це викликало зміщення Гергея Комітетом оборони та його заміну на посту головнокомандувача Генріхом Дембінським. Однак поляк Дембінський не мав авторитету Гергея і не був популярним у військах.26—27 лютого його війська були розбиті австрійцями у битві при Капольні. Скориставшись з успіхів австрійської армії, імператор 4 березня підписав Октройовану конституцію Австрійської імперії, що вводила обмежені демократичні свободи та посилювали централізацію імперії.
Занепокоєний поразками революційної армії Кошут на початку березня 1849 року знову повернув Гергея на пост головнокомандувача угорської армії. Це послужило переломним моментом у війні. Угорським військам Юзефа Бема знову вдалось витиснути австрійців з Трансильванії, зайняти Банат та придушити сербів Воєводини. Тим часом основні сили армії Гергея одержали низку перемог у рамках «весняного походу» угорської армії до межиріччя Тиси та Дунаю. Зайнято Комаром, Вац і Пешт. Буду було взято в облогу, вона здалася 21 травня 1849 року. На хвилі перемог 14 квітня державні збори ухвалили декрет про позбавлення Габсбургів угорського престолу та проголошення незалежності Угорщини. Кошута було проголошено правителем-президентом країни.
Попри успіхи революції, Угорському королівству не вистачило міжнародного визнання. Всі зусилля революціонерів досягти підтримки з боку західних держав не увінчались успіхом. Королівство Пруссія, Велика Британія і Французька республіка висловились за збереження єдиної Австрійської монархії як гаранта стабільності в регіоні. Мало того, 1 травня російські війська перетнули австрійський кордон і розпочали зосередження в Галичині. 3 червня російський імператор Микола I у містечку Новий Змигород провів урочистий огляд військ перед переходом через Карпати.

## Поразка революції

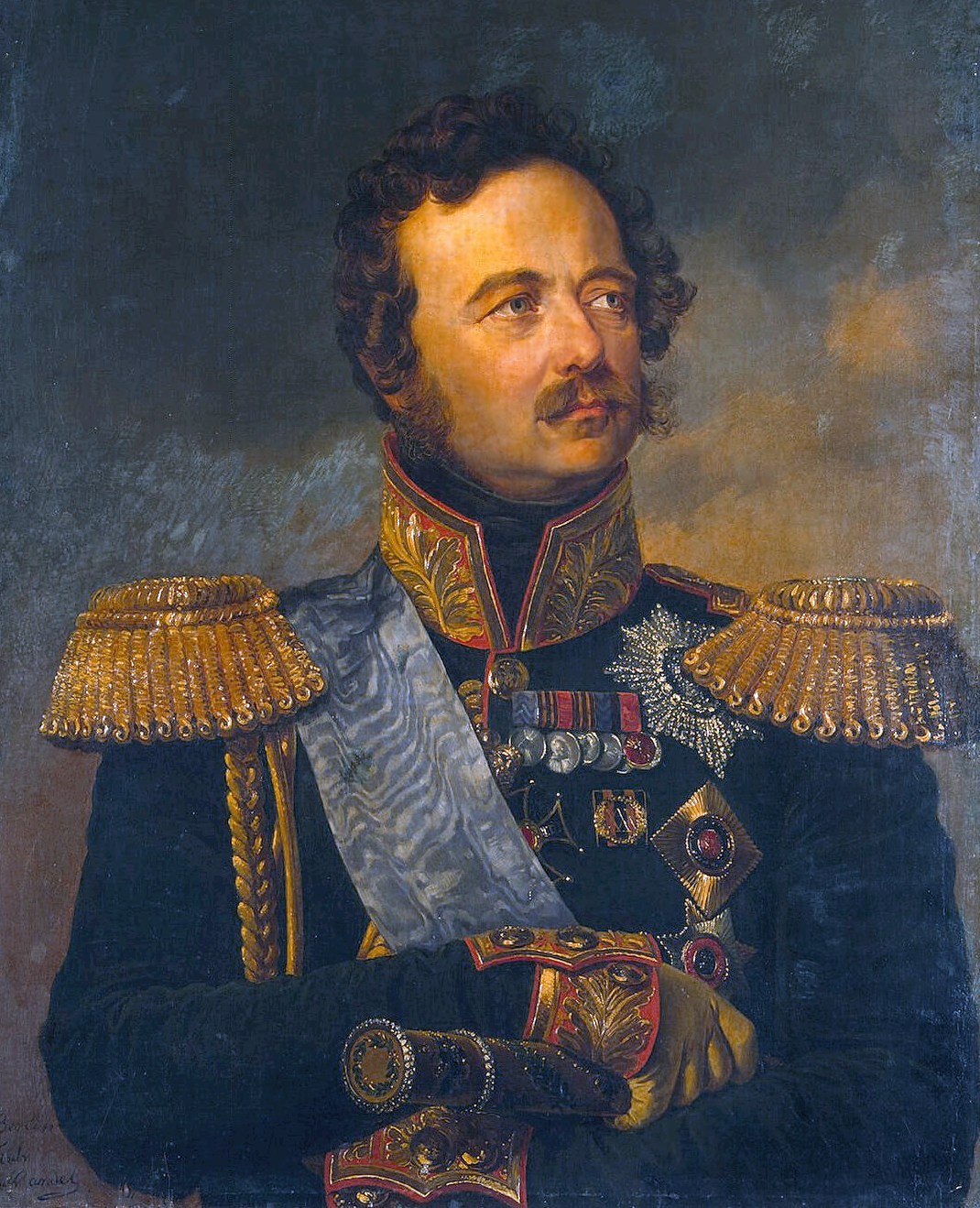
Іван Паскевич

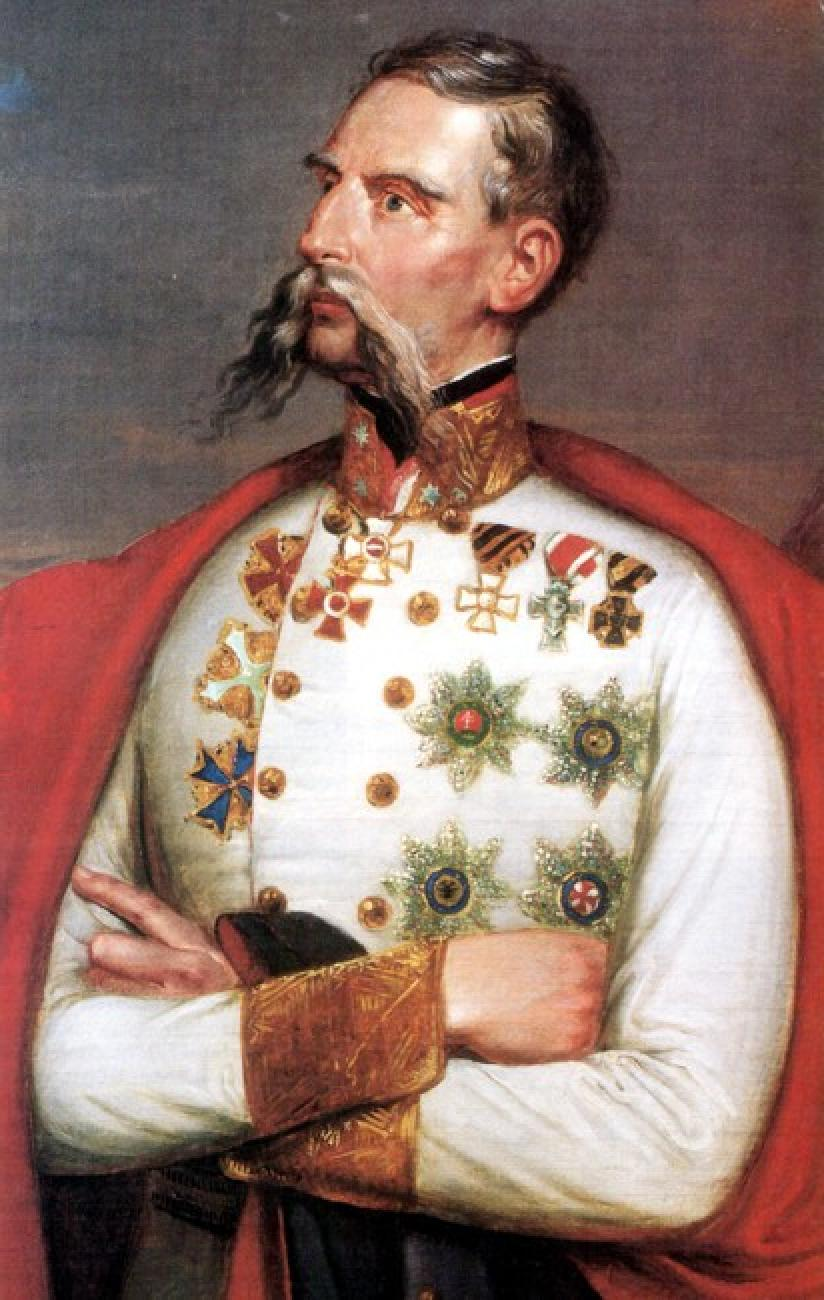
Юліус Гайнау

3 червня на територію північних комітатів Угорського королівства було введено російську армію Івана Паскевича. Вступ Російської імперії до війни на боці контрреволюції означав неминучу поразку Угорського королівства. Одночасно почався новий наступ австрійців, армію яких очолив Юліус Гайнау. Австрійські війська були посилені контингентами, які було відкликано з італійського фронту після остаточного придушення революційних виступів у Північній Італії. Під натиском імператорських військ Гергей був змушений відступити на південь. В той самий час армія Бема у Трансильванії була в декількох битвах цілком розбита росіянами та практично припинила своє існування. 13 липня було здано Буду і Пешт. 9 серпня біля Темешвару зазнав поразки корпус Дембінського. Становище угорського уряду стало катастрофічним, Комітет оборони переїхав до Сегеду, а потім до Араду.
Воєнні поразки заставили лідерів угорської революції почати поступки національним меншинам. В результаті переговорів Кошута з лідером румунського національного руху Ніколає Белческу була досягнута домовленість про заходи з урегулювання угорсько-румунських протиріч у Трансильванії, а за румунами було визнано всі національні права (крім територіальної автономії). 28 липня державні збори прийняли закон про національності Угорщини, в якому проголошувалось рівноправ'я всіх націй держави, а також емансипація євреїв. Однак ці заходи вже не могли врятувати ситуацію. В результаті поразок на фронтах армія Угорської революції скоротилась до 30 тисяч осіб, що неможливо було зіставити з австрійськими та російськими силами.
10—11 серпня 1849 року угорський уряд пішов у відставку, попередньо передавши диктаторські повноваження генералу Гергею. Кошут та його соратники емігрували до Османської імперії. 13 серпня у Вілагоші Гергей оголосив про капітуляцію угорської армії та здався на милість російських військ. 17 серпня капітулював Арад, 26 серпня — Мункач. Нарешті, 5 вересня, здався Комаром. Революція в Угорському королівстві зазнала поразки.

## Реакція та значення революції
Після придушення революції в Угорському королівстві введена військова диктатура. 6 жовтня у Пешті було страчено Баттяні, а також 6 жовтня в Араді — 13 генералів угорської армії, відомих як «Арадські мученики». Понад 1,5 тисяч осіб було засуджено до тривалих термінів ув'язнення, які пізніше були переглянуті. У країні було відроджено цензуру та поліцейський нагляд за інакодумцями. Самоврядування Угорського королівства було призупинено, встановлено абсолютну владу центру. В 1851 році було скасовано Октройовану конституцію. Всю територію королівства розподілили на декілька адміністративних округів, скасувавши комітатські самоврядні збори. Трансильванія, Хорватія, Славонія, Банат та Воєводина були відокремлені від Угорського королівства й утворили окремі одиниці, підпорядковані Відню. Німецька мова стала єдиною офіційною мовою Угорського королівства.
Звільнення австрійським урядом селян від панщини та ліквідація феодалізму були підтверджені 1853 року аграрною реформою в Австрійській імперії. Економічні перетворення стали поштовхом до бурхливого капіталістичного розвитку країни. Демократичні дискусії та національний підйом угорської революції також не пройшли даремно, а стали основою нових ліберальних рухів, що виникли у 1850-ті роки та привели королівство до здобуття суверенітету за рахунок трансформації імперії 1867 року на двоєдину Австро-Угорську монархію з незалежним парламентом і відповідальним міністерством. Лідери Угорської революції 1848—1849 років (Кошут, Петефі, Бем, Баттяні), як і «13 мучеників» — страчених генералів — стали національними героями Угорщини, що слугували прикладом для наслідування новим поколінням угорської молоді.